# Ulla Maaskola
Ulla Marianne Maaskola (* 5. April 1959 in Sippola) ist eine ehemalige finnische Skilangläuferin.
Maaskola, die für den Lohjan Louhi startete, belegte bei den Olympischen Winterspielen 1980 in Lake Placid den 32. Platz über 10 km. Im Skilanglauf-Weltcup lief sie in den Jahren 1983, 1984 und 1986 jeweils in Lahti. Ihre beste Einzelplatzierung dabei war im März 1983 der 24. Platz über 5 km.